# Психрофільні мікроорганізми
Психрофільні мікроорганізми (від дав.-гр. ψυχρός — холодний, φιλέω — люблю), кріофільні мікроорганізми — бактерії, дріжджі, мікроскопічні гриби та водорості, здатні рости при температурах від —10º С до +20°С.
Чутливість до вищих температур зумовлена властивостями клітинних білків. Психрофільні мікроорганізми є сапрофітами. Найчастіше психрофільні мікроорганізми знаходять у водах, снігах, кризі Арктики, Антарктики, на високогір'ї. Окремі види мають пігменти каротиноїди і при масовому розмноженні забарвлюють поверхню субстрату в червоний колір. Деякі психрофільні мікроорганізми розмножуються у харчових продуктах при їхньому зберіганні на холоді, зокрема Yersinia enterocolitica та Yersinia pseudotuberculosis. Поділ мікроорганізмів на температурні групи — психрофіли, мезофіли і термофіли досить умовний.